# Slnečné skaly
Slnečné skaly jsou přírodní rezervace v Rajecké dolině nedaleko od městečka Rajecké Teplice v okrese Žilina v Žilinském kraji na Slovensku. Chráněné území se nachází v katastrálních územích Poluvsie nad Rajčiankou města Rajecké Teplice a Porúbka a jeho rozloha je 90,54 hektaru. Předmětem ochrany je esteticky působivý a morfologicky pestře tvarovaný dolomitový masív s výskytem vzácných druhů rostlin a živočichů.
Geologicky území tvoří převážně dolomity středního triasu. Tektonicky představuje část trosky Chočského příkrovu. Dolomity, silně postižené puklinami, byly působením vnějších geologických sil zformované do vertikálně nápadně rozčleněného reliéfu. Zvláštní ráz má vegetace s četnými teplomilnými vzácnými druhy.